# Principio del massimo
In matematica, il principio del massimo è una proprietà che caratterizza la soluzione di alcune equazioni differenziali alle derivate parziali ellittiche o paraboliche. Stabilisce che il massimo di una funzione in una regione è assunto sul bordo della regione. Nello specifico, il principio del massimo "in forma forte" afferma che se una funzione raggiunge il massimo all'interno della regione allora la funzione è una funzione costante, mentre la versione "in forma debole" afferma che il massimo viene raggiunto sul bordo ed eventualmente ri-raggiunto all'interno.
In ottimizzazione convessa, il principio del massimo stabilisce che il massimo di una funzione convessa su un insieme convesso compatto è raggiunto sulla frontiera.
Le funzioni armoniche sono un tipico esempio in cui si applica il principio del massimo. Detta {\displaystyle f} una funzione armonica definita su un insieme aperto connesso {\displaystyle D\subset \mathbb {R} ^{n}}, se {\displaystyle x_{0}\in D} e:
{\displaystyle f(x_{0})\geq f(x)}
per tutti gli {\displaystyle x} in un intorno di {\displaystyle x_{0}}, allora {\displaystyle f} è costante su {\displaystyle D}.